# 시구 (타이중시)

시 구의 위치

시구(한국어: 서구, 중국어: 西區, 병음: Xī Qū)는 중화민국 타이중시의 시할구이다. 넓이는 5.7042km2이고, 인구는 2015년 8월 기준으로 115,799명이다. 타이중 시 정부와 시 의회가 위치한다.

## 지리
타이중 시 시내의 중심에 위치한다.

## 교육
- 국립 타이중 교육대학

## 같이 보기
- 타이중시